# 네모바지 스폰지밥의 등장인물 목록
다음은 네모바지 스폰지밥의 등장인물 목록이다.

## 개요
스티븐 힐런버그는 1984년에 네모바지 스폰지밥의 등장인물을 구상했으며 당시 그는 오션 카운티 해양 연구소에서 해양 생물학을 가르치고 공부하고 있었다. 이 기간동안 힐런버그는 애니메이션에 매료되어 다양한 종류의 해양 생물이 등장하는 《더 인터티덜 존》(The Intertidal Zone)이라는 제목의 만화책을 저술하였다. 《더 인터티털 존》에 등장하는 등장인물 중 대부분이 오늘날 "밥 더 스폰지"(Bob the Sponge)를 포함한 본작의 등장인물로 발전했다. 이후 힐런버그는 1987년 애니메이터가 되는 꿈을 이루기 위해 재직하던 해양 연구소를 떠났다.

## 이름
등장인물의 이름 (영어 이름)
다른 이름 - 대한민국판 EBS판 이름, 대한민국판 재능TV/투니버스판(구 니켈로디언판) 이름 / 일본판 NHK ETV/니켈로디언판 이름 (일본어 이름)
목소리 - (원판)/(한국)/{일본)순
설명

## 주연
네모바지 스폰지밥 (SpongeBob SquarePants)
뚱이(Patrick Star)
징징이(Squidward Tentacles)
집게사장(Eugene H. Krabs)
다람이(Sandy Cheeks)
플랑크톤(Sheldon J. Plankton)과 캐런(Karen Plankton)
퍼프 선생님(Mrs. Penelope Puff)
진주(Pearl Krabs)
핑핑이(Gerald "Gary" Wilson Jr.)
다른 이름 - 달퐁이, 핑핑이 (한국판 이름) / 게이리 (ゲイリ / 일본판 이름)
종족 - 바다 달팽이
성우 - 톰 케니/윤용식(13기~)
- 인물 소개: 약칭 "개리"(Gary). 스폰지밥의 애완동물인 바다 달팽이이다. 본작에서 개리의 울음 소리는 새끼 고양이와 유사하며 본작의 전반에 걸쳐 애완동물로 유지된다. 개리는 거의 항상 새끼 고양이처럼 목소리를 높인다.[5] 그럼에도 불구하도 다른 캐릭터들은 그와 의사소통할 수 있다. 본작에서 수평으로 향한 성격의 캐릭터로 묘사되는 개리는 때때로 스폰지밥에 대한 이유의 목소리로 사용되며 소유자가 할 수 없는 문제를 해결하기도 한다.

## 조연 및 단역

### 인어맨 & 조개소년(Mermaid Man & Barnacle Boy)
- 인물 소개: 옛날에 비키니시티에서 일했던 영웅으로, 지금은 은퇴해 요양원에 머물고 있다. '인어맨과 조개소년' 편에 처음으로 등장했으며, 취미는 악당들과 맞서 싸우기, TV 보기 등이 있다. 스폰지밥과 뚱이가 그들의 광팬이기도 하다. 인어맨은 인간의 형태를 보여주며, 조개소년은 징징이와 약간 비슷하며 대한민국 재능TV판 한정으로 성우가 같다. 이들(특히 조개소년)은 스폰지밥과 뚱이를 귀찮게 여긴다.

### 유령 선장(Flying Dutchman)
- 성우:김관진, 박경찬, 장승길 (네모네모 스펀지송), 박만영 (재능방송판), 이장원 (투니버스)
- 인물 소개: 비키니시티 전설에 나오는 사악한 해적 유령. 좋아하는 것은 사람들 겁주기, 괴롭히기 등이 있다. 또 스폰지밥이랑 친하게 지내기도 했는데, 어떨때는 스폰지밥을 죽이려고 한 적도 있었다.

### 맨레이(Man Ray)
- 성우: 박경찬, 장승길 (네모네모 스펀지송), 전광주 (재능방송판), 최한 (투니버스)
- 인물 소개: 과거 잘나갔었던 비키니시티 악당. 좋아하는 것은 악당짓 하기이며, 머메이드 맨과 버너클 보이와 맞써 싸우게 된다.

### 오징이(Squilliam Fancyson)
- 종족: 문어
- 성우: 김창기, (네모네모 스펀지송), 이인성 (1~3기), 정재헌 (4기~)
- 인물 소개: 다른 등장인물에 비해 출연 빈도가 극히 적으며, 나오는 이름이 다르기도 한다(예:"환상의 집" 편에서는 "오징이"로 나오고, "징징이, 사장 되다" 편에서는 "철운도"로 나온다. 하지만 이 2편은 더빙하는 방송사가 달라서 현재로선 오징이가 맞다.)무척 높은 저택에서 살고 있으며, 느긋하고 돈이 매우 많은 부자이다. 예술가 혹은 음악가인데 스퀴드워드완 달리 재능이 꽤 있으며 인정받는 편이다(때문에 항상 스퀴드워드를 약올린다). 스퀴드워드보다 항상 성공하거나 대접받으며 항상 스퀴드워드의 질투를 받는다. 본인도 스퀴드워드를 깔보는 경우가 대다수이다(그러나 간혹 스폰지밥이나 패트릭의 도움을 받은 스퀴드워드에게 완패하기도 한다). 음악단도 소유중이다. 스폰지밥과는 관계가 거의 없으며, 스퀴드워드처럼 피해 받는 경우는 거의 없다(그러나 스퀴드워드가 앙심을 품고 테러를 가하기도 한다). 유럽식 정서(프랑스)를 가지고 있는데 스퀴드워드와는 정반대인 성격이다.